# 里法特·沙伊胡特季诺夫
里法特·加布杜尔哈科维奇·沙伊胡特季诺夫（羅馬化：Rifat Gabdulkhakovich Shaykhutdinov；1963年12月23日—）是一位俄罗斯政治人物。他是现任国家杜马议员、国家杜马与独联体国家和同胞关系委员会主席、国家杜马电力、交通和电信委员会副主席。1992年至1997年，他担任国有产权部西北地区专家中心主任。

## 生平
沙伊胡特季诺夫生于萨哈林州的奥哈，他的家族来自俄罗斯的巴什科尔托斯坦共和国和鞑靼斯坦共和国。

## 制裁
沙伊胡特季诺夫于2022年因俄乌战争受到美国财政部制裁。